# Grand Prix-wegrace van Spanje 1962
De Grand Prix-wegrace van Spanje 1962 was de eerste Grand Prix van het wereldkampioenschap wegrace voor motorfietsen in het seizoen 1962. De races werden verreden op 6 mei 1962 op het Circuito de Montjuïc, een stratencircuit bij de berg Montjuïc ten zuidwesten van Barcelona. In deze Grand Prix kwamen de 250cc-, 125cc-, de 50cc- en de zijspanklasse aan de start.

## Algemeen
De Spaanse Grand Prix werd verreden voor 250.000 toeschouwers, die in deze honderdste WK-Grand Prix het eerste optreden zagen van de 50cc-klasse. Tijdens deze Grand Prix debuteerden onder meer Hans Georg Anscheidt (met een overwinning), Jean-Pierre Beltoise, José Maria Busquets, Benedicto Caldarella, Stuart Graham, Rudolf Kunz, Gilberto Parlotti en Giuseppe Visenzi. Tussen de WK-races door reed ook de Spaanse nationale 125cc-sportklasse. Die race werd gewonnen door Ramón Torras (Bultaco). Ernst Degner, wiens DDR-licentie na zijn vlucht naar het Westen was ingetrokken, reed vanaf nu met een West-Duitse licentie.

## 250cc-klasse

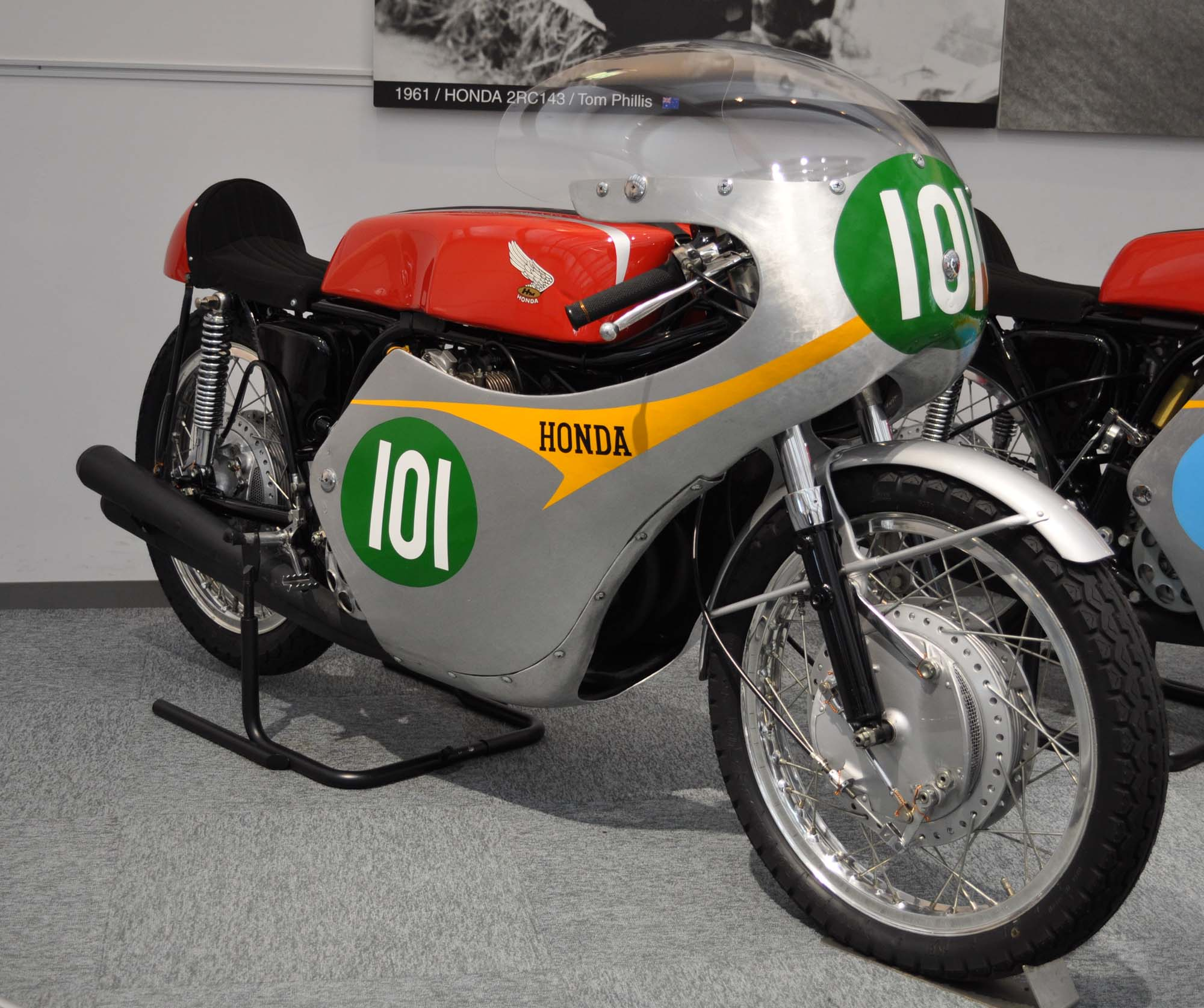
Honda RC 163

De Honda RC 163 was bijna identiek aan voorganger RC 162, maar al in deze race onverslaanbaar. Jim Redman, Bob McIntyre en Tom Phillis reden de concurrentie op twee ronden. Phillis leidde de race zelfs, maar hij moest zich richten op de 50- en de 350cc-klasse en kreeg orders om Redman en McIntyre voor te laten. Ernst Degner, Hugh Anderson en Frank Perris verschenen met de Suzuki RV 62, maar ze vielen allemaal uit.
| Pos | Startnr. | Coureur          | Merk      | Ronden | Tijd       | Grid | Punten |
| --- | -------- | ---------------- | --------- | ------ | ---------- | ---- | ------ |
| 1   | 3        | Jim Redman       | Honda     | 33     | 1:05"28'16 | 2    | 8      |
| 2   | 4        | Bob McIntyre     | Honda     | 33     | +11'09     | 3    | 6      |
| 3   | 2        | Tom Phillis      | Honda     | 33     | +11'65     | 1    | 4      |
| 4   | 15       | Dan Shorey       | Bultaco   | 31     | +2 ronden  | 5    | 3      |
| 5   | 12       | Alberto Pagani   | Aermacchi | 30     | +3 ronden  | 7    | 2      |
| 6   | 11       | Marcel Toussaint | Benelli   | 26     | +7 ronden  |      | 1      |
| 7   | 21       | Silvio Grassetti | Benelli   | 25     | +8 ronden  | 4    |        |

| Startnr. | Coureur         | Merk      | Grid | Oorzaak |
| -------- | --------------- | --------- | ---- | ------- |
| 6        | Ernst Degner    | Suzuki    |      |         |
| 8        | Frank Perris    | Suzuki    |      |         |
| 14       | Gilberto Milani | Aermacchi | 6    |         |
| 9        | Hugh Anderson   | Suzuki    | 8    |         |

| Startnr. | Coureur             | Merk    |
| -------- | ------------------- | ------- |
| 16       | Mike Hailwood       | Benelli |
| 5        | Francesco Villa     | Mondial |
| 1        | Kunimitsu Takahashi | Honda   |
| 7        | Mitsuo Itoh         | Suzuki  |

| Coureur              | Merk       |
| -------------------- | ---------- |
| Enrique Dietrich     | Aermacchi  |
| Jorge Terengo        | Ducati     |
| Raúl Kaiser          | NSU        |
| Pierrot Vervroegen   | Aermacchi  |
| Luigi Taveri         | Honda      |
| Werner Musiol        | MZ         |
| Günter Beer          | Adler      |
| Michael Schneider    | NSU        |
| Benjamin Savoye      | Mondial    |
| Jean-Pierre Beltoise | Morini     |
| Arthur Wheeler       | Moto Guzzi |
| Campbell Donaghy     | Ducati     |
| Derek Minter         | Honda      |
| Stuart Graham        | Aermacchi  |
| Tommy Robb           | Honda      |
| Paolo Campanelli     | Benelli    |
| Tarquinio Provini    | Morini     |
| Umberto Masetti      | Morini     |
| Kenjiro Tanaka       | Honda      |
| Moto Kitano          | Honda      |
| Cas Swart            | Honda      |
| Nikolaj Sevast'ânov  | CKEB       |
| Carlos Marfetan      | Parilla    |

## 125cc-klasse
In de 125cc-race waren de Honda RC 145's overtuigend de snelsten. Kunimitsu Takahashi won voor Jim Redman en Luigi Taveri. Alleen Mike Hailwood finishte met zijn EMC in dezelfde minuut. De Suzuki RT 62's van Hugh Anderson en Frank Perris vielen uit.
| Pos | Startnr. | Coureur             | Merk    | Ronden | Tijd      | Grid | Punten |
| --- | -------- | ------------------- | ------- | ------ | --------- | ---- | ------ |
| 1   | 14       | Kunimitsu Takahashi | Honda   | 27     | 56"06'06  | 4    | 8      |
| 2   | 18       | Jim Redman          | Honda   | 27     | +0'30     | 3    | 6      |
| 3   | 17       | Luigi Taveri        | Honda   | 27     | +0'39     | 1    | 4      |
| 4   | 28       | Mike Hailwood       | EMC     | 27     | +42'66    | 5    | 3      |
| 5   | 27       | Rex Avery           | EMC     | 27     | +1"23'09  | 6    | 2      |
| 6   | 20       | Francesco Villa     | Mondial | 26     | +1 ronde  | 15   | 1      |
| 7   | 2        | Francisco González  | Bultaco | 26     | +1 ronde  | 13   |        |
| 8   | 8        | Ricardo Fargas      | Ducati  | 26     | +1 ronde  | 16   |        |
| 9   | 10       | Giuseppe Visenzi    | Ducati  | 26     | +1 ronde  | 19   |        |
| 10  | 29       | Jorge Kissling      | Bultaco | 25     | +2 ronden | 18   |        |

| Startnr. | Coureur         | Merk     | Grid | Oorzaak |
| -------- | --------------- | -------- | ---- | ------- |
| 25       | Hugh Anderson   | Suzuki   | 7    |         |
| 5        | John Grace      | Bultaco  | 9    |         |
| 6        | Dan Shorey      | Bultaco  | 10   |         |
| 3        | Marcelo Cama    | Bultaco  | 11   |         |
| 7        | Franco Farnè    | Ducati   | 12   |         |
| 9        | "Castor"        | Ducati   | 14   |         |
| 24       | Frank Perris    | Suzuki   | 17   |         |
| 21       | Alfredo Balboni | Mondial  | 21   |         |
| 1        | Ramón Torras    | Bultaco  | 22   |         |
| 12       | César Gracia    | Lube-NSU | 20   |         |
| 16       | Tommy Robb      | Honda    | 2    |         |

| Startnr. | Coureur             | Merk     |
| -------- | ------------------- | -------- |
| 4        | Ricardo Quintanilla | Bultaco  |
| 11       | José Maria Arenas   | Lube-NSU |
| 15       | Tom Phillis         | Honda    |
| 19       | Bob McIntyre        | Honda    |
| 22       | Ernst Degner        | Suzuki   |
| 23       | Mitsuo Itoh         | Suzuki   |

| Coureur           | Merk    |
| ----------------- | ------- |
| Limburg Moreira   | Bultaco |
| Marzillo Chizzini | Bultaco |
| Pedro Rosenthal   | Tohatsu |
| Raúl Kissling     | DKW     |
| Stanislav Malina  | ČZ      |
| Hans Fischer      | MZ      |
| Klaus Enderlein   | MZ      |
| Werner Musiol     | MZ      |
| Jukka Petäjä      | MZ      |
| Alan Shepherd     | MZ      |
| Derek Minter      | Honda   |
| John Grace        | Bultaco |
| Alberto Pagani    | Honda   |
| Teisuke Tanaka    | Honda   |
| Paddy Driver      | EMC     |

## 50cc-klasse
In de openingsrace in Spanje was de spanning groot, omdat niemand nog wist hoe de verhoudingen zouden liggen. Er gingen geruchten over een machine van Tohatsu, een 50cc-MZ, een Tomos, een Derbi en een viertakt-Mondial met bovenliggende nokkenassen. Die Mondial nam aanvankelijk ook de leiding, maar werd afgelost door een Honda. Daarna nam Wolfgang Gedlich (Kreidler) de leiding en na hem José Maria Busquets met een tamelijk eenvoudige Derbi-tweetakt. Uiteindelijk stonden drie merken op het podium: Hans Georg Anscheidt (Kreidler) was eerste, José Maria Busquets (Derbi) tweede en Luigi Taveri (Honda) derde. De Suzuki RM 62 kwam nog niet uit de verf: Michio Ichino, Mitsuo Itoh, Ernst Degner en Seiichi Suzuki scoorden geen punten.
| Pos | Startnr. | Coureur              | Merk     | Ronden | Tijd      | Grid | Punten |
| --- | -------- | -------------------- | -------- | ------ | --------- | ---- | ------ |
| 1   | 18       | Hans Georg Anscheidt | Kreidler | 12     | 28"00'41  | 2    | 8      |
| 2   | 3        | José Maria Busquets  | Derbi    | 12     | +0'68     | 12   | 6      |
| 3   | 14       | Luigi Taveri         | Honda    | 12     | +15'45    | 1    | 4      |
| 4   | 15       | Wolfgang Gedlich     | Kreidler | 12     | +25'92    | 9    | 3      |
| 5   | 12       | Tommy Robb           | Honda    | 12     | +36'45    | 3    | 2      |
| 6   | 10       | Kunimitsu Takahashi  | Honda    | 12     | +36'46    | 7    | 1      |
| 7   | 26       | Michio Ichino        | Suzuki   | 12     | +51'77    | 11   |        |
| 8   | 11       | Tom Phillis          | Honda    | 12     | +1"00'03  | 6    |        |
| 9   | 21       | Gilberto Parlotti    | Tomos    | 12     | +1"09'64  | 8    |        |
| 10  | 16       | Jan Huberts          | Kreidler | 12     | +1"17'07  | 19   |        |
| 11  | 27       | Mitsuo Itoh          | Suzuki   | 12     |           | 10   |        |
| 12  | 24       | Francesco Villa      | Mondial  | 12     | +1"35'11  | 13   |        |
| 13  | 4        | Juan Antonio Bilbao  | Derbi    | 12     | +1"47'87  | 15   |        |
| 14  | 5        | Ricardo Fargas       | Derbi    | 12     | +1"54'01  | 14   |        |
| 15  | 25       | Ernst Degner         | Suzuki   | 12     | +2"03'48  | 16   |        |
| 16  | 20       | Rajko Piciga         | Tomos    | 11     | +1 ronde  | 17   |        |
| 17  | 6        | José Maria Arenas    | Ducati   | 10     | +2 ronden | 18   |        |

| Startnr. | Coureur      | Merk     | Grid | Oorzaak |
| -------- | ------------ | -------- | ---- | ------- |
| 17       | Rudolf Kunz  | Kreidler | 4    |         |
| 2        | José Asencio | Derbi    | 5    |         |

| Startnr. | Coureur            | Merk   |
| -------- | ------------------ | ------ |
| 1        | Aurelio Torre      | Derbi  |
| 7        | César Gracia       | Ducson |
| 8        | "Castor"           | Ducson |
| 9        | Manuel Dato        | Ducson |
| 19       | Heinrich Rosenbush | Tomos  |
| 28       | Seiichi Suzuki     | Suzuki |

| Coureur        | Merk     |
| -------------- | -------- |
| Günter Beer    | Kreidler |
| Dan Shorey     | Kreidler |
| Isao Morishita | Suzuki   |
| Seichi Suzuki  | Suzuki   |
| Teisuke Tanaka | Honda    |
| Hugh Anderson  | Suzuki   |

## Zijspanklasse
Florian Camathias leidde de zijspanrace tot de vijftiende ronde. Toen viel hij terug door remproblemen en moest hij de overwinning aan Max Deubel laten.
| Pos | Coureur           | Bakkenist       | Merk | Tijd      | Punten |
| --- | ----------------- | --------------- | ---- | --------- | ------ |
| 1   | Max Deubel        | Emil Hörner     | BMW  | 56"47'92  | 8      |
| 2   | Florian Camathias | Horst Burkhardt | BMW  | +1"10'26  | 6      |
| 3   | Otto Kölle        | Dieter Hess     | BMW  | +2"06'57  | 4      |
| 4   | Arsenius Butscher | Heiner Vester   | BMW  | +1 ronde  | 3      |
| 5   | Harold Scholes    | Ray Lindsay     | BMW  | +1 ronde  | 2      |
| 6   | Chris Vincent     | Eric Bliss      | BSA  | +1 ronde  | 1      |
| 7   | Eric Pickup       | Keith Scott     | BMW  | +2 ronden |        |
| 8   | Georg Auerbacher  | Eduard Dein     | BMW  | +2 ronden |        |

| Coureur               | Bakkenist       | Merk   | Oorzaak |
| --------------------- | --------------- | ------ | ------- |
| Fritz Scheidegger     | John Robinson   | BMW    | Brand   |
| E. Kohler             | Onbekend        | Norton |         |
| August Rohsiepe       | Lothar Böttcher | BMW    |         |
| Heinz Luthringshauser | Horst Knopp     | BMW    |         |

| Coureur        | Bakkenist           | Merk      |
| -------------- | ------------------- | --------- |
| Claude Lambert | Alfred Herzig       | BMW       |
| Edgar Strub    | Gottfried Rüfenacht | BMW       |
| Colin Seeley   | Wally Rawlings      | Matchless |

1950 · 1951 · 1952 · 1953 · 1954 · 1955 · 1957 · 1958 · 1959 · 1960 · 1961 · 1962 · 1963 · 1964 · 1965 · 1966 · 1967 · 1968 · 1969 · 1970 · 1971 · 1972 · 1973 · 1974 · 1975 · 1976 · 1977 · 1978 · 1979 · 1980 · 1981 · 1982 · 1983 · 1984 · 1985 · 1986 · 1987 · 1988 · 1989 · 1990 · 1991 · 1992 · 1993 · 1994 · 1995 · 1996 · 1997 · 1998 · 1999 · 2000 · 2001 · 2002 · 2003 · 2004 · 2005 · 2006 · 2007 · 2008 · 2009 · 2010 · 2011 · 2012 · 2013 · 2014 · 2015 · 2016 · 2017 · 2018 · 2019 · 2020 · 2021 · 2022 · 2023 · 2024 · 2025